# Karabin Henry
Karabin Henry M1860 – amerykański karabin powtarzalny z okresu wojny secesyjnej zaprojektowany przez Tylera Henry'ego. Protoplasta serii karabinów Winchestera.

## Historia

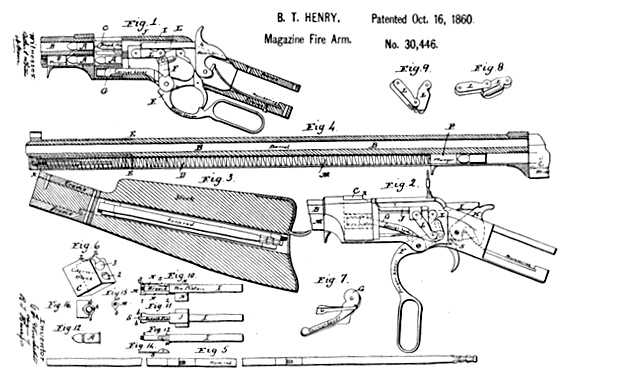
Przekrój karabinu – rysunek patentowy

W 1848 r. Lewis Jennings opatentował karabin powtarzalny z podlufowym magazynkiem rurowym, ładowanym od strony wylotu lufy (po zdjęciu zatyczki i wyjęciu sprężyny magazynka i tłoka). 
Karabin Jenningsa posiadał jednak dość skomplikowany w budowie zamek, dlatego też został on przeprojektowany przez Horace Smitha, który uprościł sposób ryglowania: zachował dźwignię przeładowującą i zamek blokowy, ale połączył je systemem dźwigni zamiast zębatek. W 1854 r. Hunt, Smith i Wesson założyli spółkę, która produkowała pistolety, przeładowywane za pomocą ruchomego kabłąka wykorzystującego wewnętrzne dźwignie kolankowe ryglujące zamek. W 1855 r. po kolejnym przekształceniu, firma przyjęła nazwę Volcanic Repeating Arms Company produkując pistolety i karabiny powtarzalne strzelające dość słabą amunicją wywodzącą się z naboi Floberta lub tzw. „rakietowymi pociskami” Hicksa. Przedsiębiorstwo borykało się jednak z problemami w dopracowywaniu broni i zarządzaniu, efektem czego zbankrutowało w 1856 r. Rok później cała firma (wraz z warsztatami i patentami) została wykupiona przez jej udziałowca Olivera Winchestera i przekształcona w New Haven Arms Company. W nowej firmie Winchester powierzył Tylerowi Henry'emu zadanie dopracowania rozwijanego w dawnym Volcanic Repeating Arms karabinu powtarzalnego (Volcanic Rifle).
W 1858 r. Henry opracował przede wszystkim nowy nabój bocznego zapłonu – .44 Henry, elaborowany 1,6 g prochu czarnego z 14 g pociskiem (również w wersji z 1,94 g prochu i 13,6 g pociskiem). New Haven dopracowała w nim technologię rozprowadzania piorunianu rtęci wzdłuż krawędzi wewnątrz łuski, zapewniając pewniejszy zapłon.

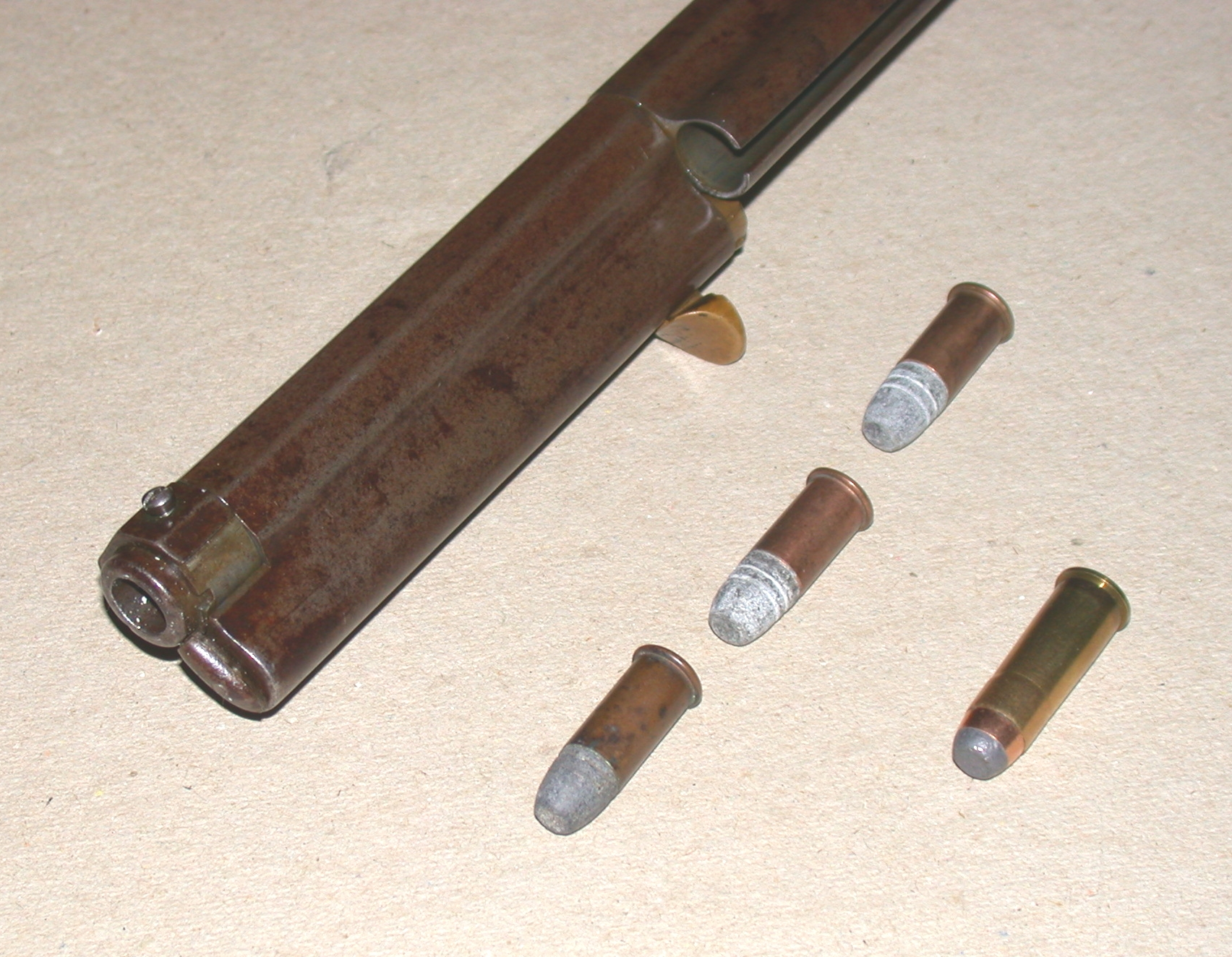
Magazynek karabinu Henry’ego otwarty do załadowania, obok trzy naboje.44 Henry

Do nowego naboju Henry opracował karabin w dużej mierze opierający się na wcześniejszym Volcanic Rifle (bardzo zbliżona budowa wewnętrzna i wykorzystanie najważniejszych elementów jak podlufowy magazynek rurowy i zamek przeładowywany dźwignią). W obliczu nadciągającej wojny, New Haven porzuciło produkcję pistoletów i skupiło się na dopracowaniu nowego karabinu za co odpowiadał właśnie Henry.
Konstruktor otrzymał patent na swój karabin 16 października 1860 r.. Produkcja seryjna ruszyła dopiero w 1862 r. (do października wykonano łącznie 900 karabinów). Kontynuowano ją do 1866 r. produkując łącznie ponad 13 tys. egzemplarzy. Mimo stosunkowo wysokiej ceny 42 dolarów (szeregowy żołnierz zarabiał wówczas do 16 dolarów miesięcznie), wszystkie karabiny zostały sprzedane. Karabin spotkał się również z zainteresowaniem ze strony armii amerykańskiej, do której został przyjęty na wyposażenie jako strzelba kawalerii amerykańskiej.

### Zakończenie produkcji i następca

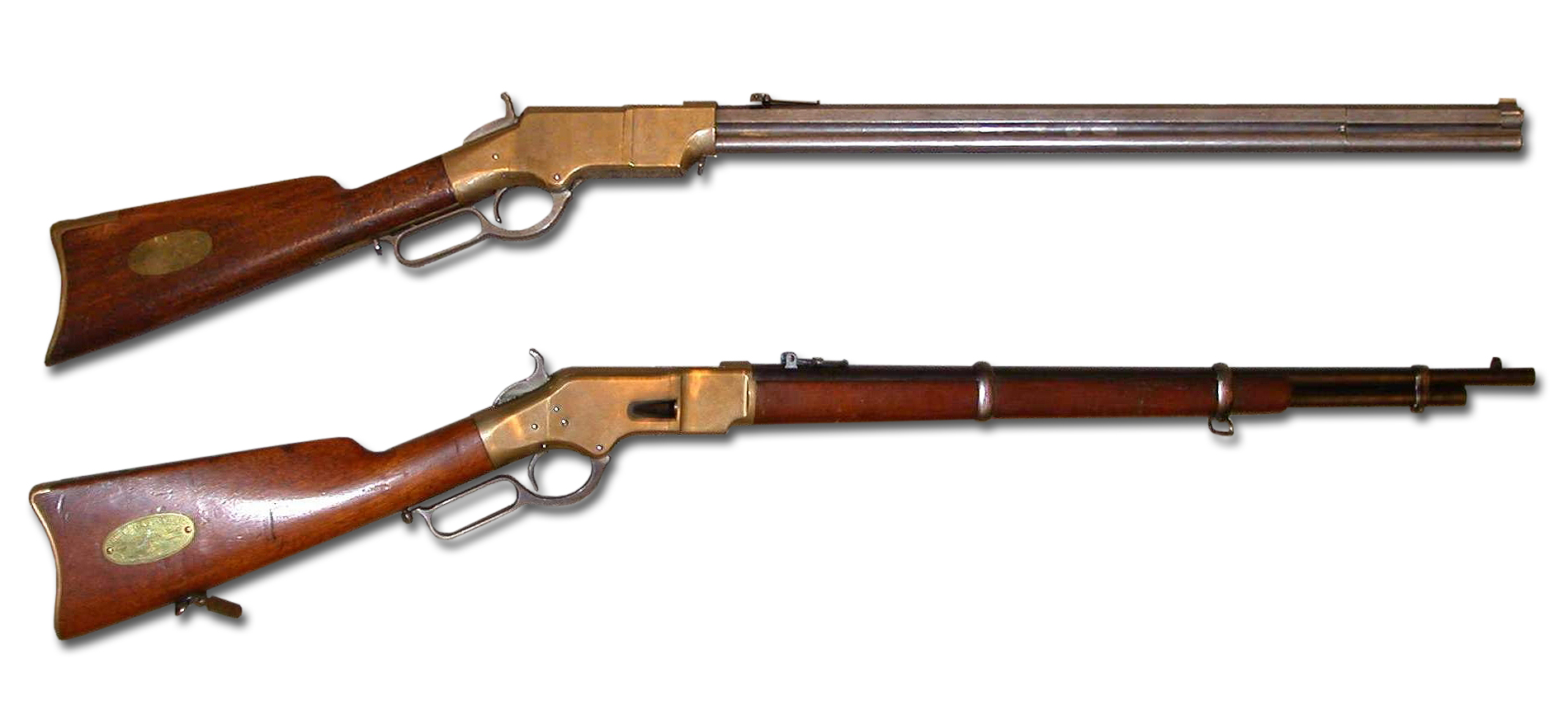
Karabin Henry i jego następca, Winchester 1866; widoczna różnica w postaci okna do ładowania na komorze zamkowej oraz zastosowania przedniego łoża

W 1865 r. Henry opierając się na sukcesie swojego karabinu kojarzonego z jego nazwiskiem spróbował przejąć firmę. Winchester doceniał swoich pracowników i nie miał obiekcji przeciwko nazywaniu broni nazwiskiem jej konstruktora, jednak w obliczu próby przejęcia firmy wycofał się wraz ze swoimi udziałami ze spółki tworząc nową – Winchester Repeating Arms Company. Nowa firma rozpoczęła już rok później produkcję nowych zbliżonych konstrukcyjnie karabinów o ulepszonej budowie.
Wprowadzony przez Winchestera w 1866 r. do sprzedaży nowy karabin – Winchester M1866 (lub Henry-Winchester M1866), zasilany był tym samym nabojem co pierwowzór. Główną różnicą była natomiast zmiana systemu ładowania. Magazynek miał postać oddzielnej względem lufy w pełni zamkniętej rury ze sprężyną i popychaczem, do której naboje wprowadzono przez umieszczone z boku komory zamkowej okno. Wyeliminowało to jedną z głównych wad protoplasty – otwarty od dołu magazynek, wrażliwy na zanieczyszczenia. Oprócz tego dodano również łoże przednie . Broń osiągnęła komercyjny sukces i stała się początkiem długiej serii karabinów Winchestera.

### W Polsce
Karabin Henry prawdopodobnie został użyty w czasie powstania styczniowego przez hrabiego Jana Działyńskiego w bitwie pod Ignacewem. We wspomnieniach z epoki pada informacja, że Działyński w czasie bitwy strzelał z 16 strzałowego karabinu. W tamtym okresie jedynym produkowanym seryjnie karabinem, który pasowałby do takiego opisu był właśnie karabin Henry (15 naboi w magazynku plus jeden w komorze nabojowej). Pojawiają się jednak też i inne przypuszczenia, że owym „16 strzałowym karabinem” mógł być wielostrzałowy karabin Działyńskiego. Innym użytkownikiem karabinu Henry’ego w powstaniu styczniowym był francuski oficer Paul Garnier d’Aubin, dowodzący kosynierami w bitwie pod Pyzdrami. Jest on wspominany w relacji Pawła Wyskoty Zakrzewskiego w następujący sposób (pisownia oryginalna):
Gdy nieprzyjaciel się zbliżył Garnier, komenderujący nimi, zerwał się z chłopami i odpędził Moskali w nieładzie. Poczem kosynierzy znów się położyli za pagórkiem i śpiewali sobie. Garnier na górce za sosną strzelał z amerykańskiego 16-strzałowego karabina. Za każdym trafionym strzałem zdejmował siwobarankową czapkę, a chłopy wołali „Hura”.
W pamiętnikach pojawiają się też informacje, że pod koniec powstania styczniowego na terenie Prus Zachodnich w ukryciu przewożono: „drogocenne sztucery amerykańskie o 18 strzałach”.

## Konstrukcja

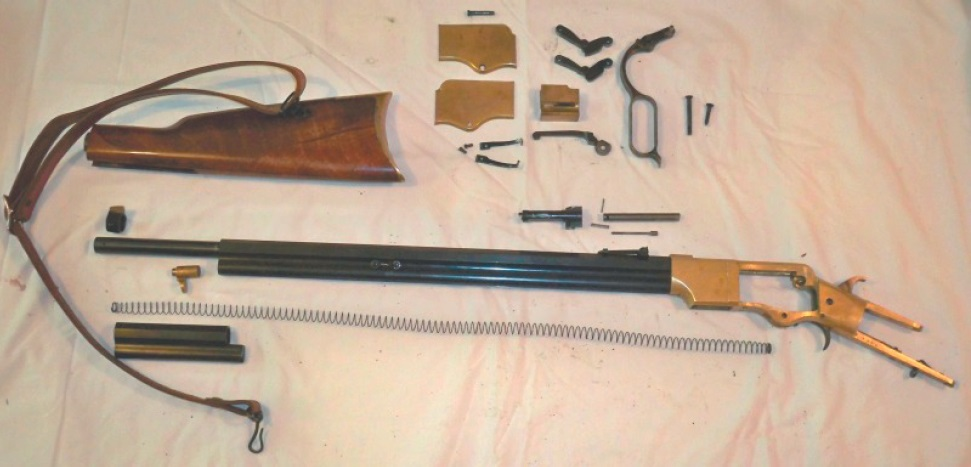
Karabin rozłożony na części

Poza kilkoma egzemplarzami próbnymi, wszystkie wojskowe wersje Henry’ego miały lufę 24-calową. Pod ośmiokątną lufą znajdował się rurowy magazynek, mieszczący 15 naboi (16-ty umieszczony w komorze nabojowej). Lufę wiercono ze stalowej sztaby, której rozpłaszczone boki zwijano następnie pod spodem w rurę magazynka.
Karabin posiadał zamek ślizgowo-tłokowy poruszany pionowym ruchem wahadłowym dźwigni zamkowej, którą umieszczono pod komorą zamkową i tworzącej jednocześnie kabłąk. Kolankowy mechanizm poruszany przez dźwignię wyrzucał łuskę, napinał kurek, podawał kolejny nabój z magazynka i dosyłał go do komory nabojowej. Dzięki temu broń Henry’ego była najszybciej strzelającym karabinem wojny secesyjnej. Broń była wyposażona w sprawny wyciąg, zapewniający skuteczne usunięcie naboju w przypadku niewypału, oraz podwójną iglicę redukującą prawdopodobieństwo jego wystąpienia. Karabin wyposażano standardowo w celownik ramkowy. 
Karabin produkowano w dwóch wersjach: egzemplarze pierwszej serii (nr 0–400) miały stalową komorę zamkową. Pozostałe (nr 1–14 000) miały mosiężną komorę zamkową, zatrzask do unieruchamiania dźwigni przeładowującej i nieco inaczej wyprofilowane łoże.
W porównaniu do konkurencyjnego karabinu Spencera, Henry miał większą szybkostrzelność i dwukrotnie większą pojemność magazynka, w przeciwieństwie do Spencera nie wymagał również ręcznego napinania kurka (co spowalniało strzelca). Spencer strzelał natomiast silniejszym nabojem .56-56 (kal. 14,22 mm) i był mniej wrażliwy na zacięcia (jego w pełni zamknięty umieszczony w kolbie magazynek był dobrze zabezpieczony przed zanieczyszczeniami.